# خولیان بارتولو
خولیان بارتولو (اسپانیایی: Julián Bartolo‎؛ زادهٔ ۱۵ آوریل ۱۹۹۶) بازیکن فوتبال اهل آرژانتین است.

## باشگاهی
از باشگاه‌هایی که در آن بازی کرده‌است می‌توان به باشگاه فوتبال ولس اشاره کرد.